# Назирли, Камран Исмаил оглы
Кямран Исмаил оглы Назирли (также известен как Кямран Назирли; род. 19 июня 1958, Астара) - Азербайджанский писатель, переводчик и драматург, доктор философии, лауреат премии «Хумай» (2018), Г.Б. Зардаби, Расул Рза и "Золотое слово" Министерства Культуры Азербайджана, член Союза Писателей Азербайджана и Республики Беларусь, член Союза Журналистов Азербайджана.

## Биография
Родился в Астаре в семье интеллигентов.
Отец — Исмаил Кубушович Назиров (1931—2010) — историк по образованию; долгие годы работал в руководящих комсомольских, партийных и советских органах, в последние годы был первым секретарем Астаринского РКП Азербайджана. Мать — Рафига Амировна Абиева (1933—1976) — физик по образованию,  работала учителем в Астаринской городской школе имени М.А. Сабира.
К. Назирли в 1975 году окончил среднюю школу № 1 имени М.А. Сабир в г. Астара. С 1975 по 1980 год учился на факультете английского языка Азербайджанского института иностранных языков.
В период с 1980 по 1982 год работал учителем английского языка в Астаринском районе. В 1984 году работал внештатным корреспондентом газеты Совет кенди, затем был заведующим отдела Азеринформ Азербайджанской ССР,  с 1989 по 1991 работал инструктором, позже зав.сектором печати ЦК КП Азербайджана, с 1991 по 1995 помощником Министра Печати Азербайджана.
С 1996 по 2001 год работал в разных Международных Организациях переводчиком и консультантом, в том числе в Проектах Мирового Банка и ООН.
С 2001 по 2009 работал Пресс секретарем Национального Банка Азербайджана. В настоящее время является руководителем секретариата Ипотечного Фонда Азербайджана при Национального Банка. Имеет политическое и экономическое высшее образование. Кандидат филологических наук.

## Творчество
Автор 1 монографии по языковедению. В различных журналах и газетах опубликованы десятки научно-литературные статьи, а также научные произведения, посвященные мировой литературе, языкознанию и социологии.
Камран Назирли автор нескольких художественных и публицистических книг как  “Сказка о любви”(«Гянджлик», 1991), “Среди родных” (1995, “Гянджлик”), “The Old Baby”(2002, на английском языке), “Свет дьявола”(2004, «Мутарджим»), “Человек в коме”(2007, “Ватан”), “Общество – зеркало политики”(1999, Шуша), “Бабушка, расскажи об отце” (2003, «Мутарджим»), “Мгновения аристократической жизни”(2005, “Мутарджим”,), “Утром взойдёт солнце” (2000, «Мутарджим»)и др.
Он член Союза Писателей Азербайджана с 1998 г., избран в членство Молодёжного Совета СПА на 11-м съезде писателей Азербайджана. Его рассказы опубликованы в различных литературных альманахах и журналах в США, Турции, Голландии, Корее, Белоруссии, Узбекистане и Украине.  Представлял культуру и литературу Азербайджана на различных международных фестивалях и симпозиумах. Он занимается с переводческой деятельностью, переводил из серии  «Библиотека Мировой Литературы» Джек Лондона (1987, «Язычы»), кроме того, в различные годы переводил с оригинала различные рассказы и стихи Оскара Уайлда, Честертона, Эдгара По, Джорджа Байрона, П. Шелли, Э.Хемингуэя, У. Фолкнера, С.Моэма, Г.Маркеса, и др. авторов.  Присужден премиями Г.Зардаби (1999) СЖА, Национальная Культурологическая Премия «Книга прозы 2007 г.», присужденная Обществом Новых Деятелей Литературы и Искусства (2008).
В 2016 году стал победителем в номинации «художественная проза» в международном литературном конкурсе «Родной дом», который проводился на интернет-площадке «Созвучия» в г. Минске.

## Награды
•	Лауреат литературной премий "Золотое слово" Министерства
Культуры и Туризма Азербайджана, 2011
•	Лауреат премий имени Г.Б.Зардаби Союза Журналистов
Азербайджана, 1999
•	Лауреат Международной литературной премий имени Расул Рза, 2016
•	Специальная Премия Посольства США в Азербайджане за перевод романа Мелвиля "Моби Дик" с английского на азербайджанский, 2011
•	Лауреат Международной литературной премий "Родной Дом", г. Минск, 2016
•  Премия «Хумай» Международного культурного общества «Бакинец», 2018

## Литературные работы
•	Сказка о любви, рассказы («Гянджлик», 1991)
•	Среди родных, повест и рассказы (1995, “Гянджлик”)
•	Тhe Old Baby (2002, на английском языке, Мутарджим)
•	Свет дьявола, повест и рассказы (2004, «Мутарджим»)
•	Человек в коме, повест и рассказы (2007, “Ватан”)
•	Общество – зеркало политики -публ. (1999, Шуша)
•	Бабушка, расскажи об отце, публ. (2003, «Мутарджим»)
•	Мгновения аристократической жизни, публ.(2005, “Мутарджим”,)
•	Утром взойдёт солнце-пьеса(2000, «Мутарджим»)
•	Араз-моя жизнь. Стихи. (2003, «Мутарджим», 101 стр.)
•	Белый Дом. Рассказы. (2004, «Мутарджим», 160 стр.)
•	Наследие. Рассказы. Пьесы. (2014, «Мутарджим», 432 стр.)
•	19+1. Рассказы. Пьеса. (2014, «Мутарджим», 360 стр.)
•	 Книга о народного поeта Сохраб Тахир, Баку, Мутарджим, 2015.
•	 Книга о Рашад Махмудове, Баку, Мутарджим, 2015.
•	 Четвертая Печать. Роман. Баку, Мутарджим, 2015, 464 стр.
•	 Дедушки сказку не говорят. Рассказы и миниатюры. Баку, Мутарджим, 2018, 196 стр.
•	 Когда чайки вьют гнезда. Сборник рассказов. Баку, Мутарджим, 2018, 286 стр. (на русском)
•	 Счастливые птицы (The Happy Birds). Сборник рассказов. Баку, Мутарджим, 2018, 196 стр. (на англ.)
•	 Долшая Ночь (Gece Yaman Uzundur). Сборник рассказов. Истанбул, Турция, 2023, 196 стр. (на турецком)

### Переводы
•Герман Мельвилл, Моби Дик, Шарг-Гарб, 2011
•Оскар Уайльд, Избранные, Шарг-Гарб, 2012
•Джек Лондон, Повест и рассказы, Язычи, 1987
•Маргарет Митчелл, Унесенные ветром, Роман, 2015
•Роман и рассказы мировой литературы, Мутарджим, 2010.
•Г. Мираламов, Gates of Ganja, Мутарджим, 2013, на англ.
•Н. Наджафоглу, Tural, Humay and Nijat, рассказы, Мутарджим, 2013, на англ.
•В. Бахманли, Муслим, 2012, на англ.
•Мирафсал Табиб, Сонеты, Мутарджим, 2012, на англ.
•Джабир Новруз, Стихи, Мутарджим, 2014, на англ.
•Candles (Антология современной Азербайджанской поэзии,
101 стих. Азерб. поэтов), Тансил, 2015. на англ. языке
•Punishment. Повест Гусейнбала Мираламова. Мутарджим, 2015, на англ. языке
•Алесь Карлюкевич. Приключения Максимки на родине и в других странах. Повесть–сказка белорусского писателя. Баку, Мутарджим. 2015. Перевод на Азерб. язык
•Светлана Алексиевич. У войны не женское лицо. Роман белорусского писателя. Баку, 2015. Перевод на Азерб. язык
•Dawn. A collection of poems. Gulu Aghsas. Contemporary Azerbaijani Poetry in English, Mutarjim Publishing House, 2016.На англ.языке.
•The Song of Spring. A collection of poems. Nigar Rafibayli. Contemporary Azerbaijani Poetry in English, Mutarjim Publishing House, 2016.На англ.языке.
•The Unforgettable Letter. A collection of poems. Baloglan Jalil. Contemporary Azerbaijani Poetry in English, Mutarjim Publishing House, 2016.На англ.языке.
•Николай Чергинец. Сыновья. Роман белорусского писателя. Баку, 2016. Перевод на Азерб. язык
•Rashad Majid. You Love Me. A collection of poems. Contemporary Azerbaijani Poetry in English, Mutarjim Publishing House, 2017. Перевод на англ. язык
•Алесь Бадак. Рассказы. Баку, Мутарджим. 2017. Перевод на Азерб. язык
•Георгий Марчук. Рассказы. Баку, Мутарджим. 2017. Перевод на Азерб. язык
•Алесь Карлюкевич. Рассказы. Баку, Мутарджим. 2017. Перевод на Азерб. язык
•The Smell of Snow. A collection of poems. Sona Valiyeva Contemporary Azerbaijani Poetry in English, Baku: Zardabi LTD Publishing House, 2018. Перевод на англ. язык
•A light in the Darkness. A collection of poems. Mehmet Nuri Parmaksiz. Contemporary Turkish Poetry in English, Mutarjim Publishing House, 2018. Перевод на англ. язык
•The World Smells Love. Khayal Rza. A collection of poems. Contemporary Azerbaijani Poetry in English, Baku: Mutarjim Publishing House. 2021. Перевод на англ. язык